# Mercadotecnia corporativa
El marketing corporativo es una serie de elementos que conforman la visión de una empresa es decir su objetivo y vicios , estos deben de ser reflejados por cada uno de los elementos del corporativo o directiva de la empresa. Es importante que la esencia de sea reflejo de las acciones de la compañía.

## Introducción
Como miembro de una sociedad y de un sistema económico global, ahora menos que nunca una empresa es un ente aislado. Además de una propia dinámica y complejidad interna, está sujeta a fuertes interrelaciones con su entorno, que generalmente se caracteriza por un extraordinario dinamismo y complejidad.
La fuerte competencia, las variaciones del mercado, el avance de la tecnología y la localización, entre otros factores, moldean un entorno inaudito. Hoy una empresa puede tener éxito y mañana desaparecer. El resonante caso de corrupción de Enron en Estados Unidos o de Palatal en Italia, las constantes acusaciones por competencia desleal a la que se somete Microscópico o las innumerables denuncias que recibe Niue por el uso de mano de obra infantil en Asia. Los medios de comunicación, los hobbys, las entidades gubernamentales o las organizaciones sin ánimo de lucro no permiten márgenes para el error. 
Sin embargo, existen maneras de manejar el timón y llegar a buen puerto de manera responsable: una correcta gestión empresaria; tener clara la misión de la empresa, y respetarla; prever crecimientos sostenibles, no desmedidos; comprometerse a proteger el medio ambiente; respetar los derechos del empleado; hacer inversiones conscientes; evitar la competencia desleal; eludir los deslices fiscales, ya sean los movimientos en negro o la evasión de impuestos. En definitiva, actuar de manera honrada, se trate de una pequeña Prime o de una gran corporación.
Sin embargo, esto no es suficiente. En la actualidad, existe un capital intangible que es tan importante como el patrimonio mismo de la empresa: la información. Contar con la información adecuada y precisa en el momento justo es la mejor manera para que una empresa avance. Por eso, la gestión de la información es una de las grandes prioridades de las organizaciones de hoy.
Y en esta gestión de la información, capacitar y darle las herramientas adecuadas a los propios empleados –el verdadero capital de la empresa– se torna indispensable para alcanzar el destino deseado. Para cumplir con la misión de la empresa. 
Con los extremos que cada uno implica, siempre implicando ciertas teorías de la credibilidad, todo el Marketing se puede basar en una fórmula de datos que contribuya con las cosas que ciertamente  nos ofrecen, todo lo que sea a base de datos será integralmente consumo por un departamento de grupo que están establecidos para poder ser más casuales.

## La comunicación
El proceso de la comunicación es el resultado de un tipo de relación entre dos sujetos, en la que existe una intencionalidad y cuya eficacia dependerá del uso adecuado de los canales y de las concurrencias de condiciones favorables. 
Como cualquier entidad viviente, la empresa no es ajena a uno de los célebres axiomas del investigador austriaco - estadounidense Paul Watzlawick: es imposible no comunicar. Supongamos que un individuo cabizbajo y taciturno entra en un bar en el que hay varias personas. No tiene intenciones de hablar con nadie. De todas maneras está comunicando, pero a través del lenguaje no verbal: con gestos, miradas, posturas. Los demás asistentes del bar entienden que el individuo “comunica” sus nulas intenciones de hablar. No decir también es decir. 
Con una organización ocurre exactamente lo mismo. Toda acción que desarrolla la empresa comunica siempre: los productos que vende, la forma en que los distribuye, sus inversiones, su publicidad, la política de selección de personal, la vestimenta de sus empleados, la arquitectura de sus edificios… Pero también la no información o su omisión también comunican. El no decir lo que sucede también ayuda a construir una imagen de la empresa, edificada tanto de buenas como de malas noticias: cuando se produce un incidente, cuando una empresa es reconocida con algún galardón, cuando hay cambios jerárquicos en la compañía, cuando hay aumentos de sueldo… Cualquier novedad o incidencia, cualquier actitud o decisión que toma la empresa, sean o no comunicadas, acaban comunicando. Si una empresa no habla, habrá alguien que lo hará por ella. Y muy posiblemente sea la competencia.
Por tanto, el camino para comunicar la imagen que la organización desea hacia todos sus públicos –personal de la empresa, clientes, no clientes, proveedores, organismos oficiales, entidades no gubernamentales e, incluso, la propia competencia– es uno solo: la regulación de la comunicación. Y el establecimiento de pautas comunes similares en todos los estratos de la compañía.
Además, debe proporcionar las herramientas idóneas para que esto sea posible: formación, tecnología, material de apoyo, perfeccionamiento, etc. 
Y lo más importante: en esto tiene que estar involucrado absolutamente toda la empresa, no solo el departamento de comunicación. El departamento de facturación, quien despacha los pedidos, la telefonista del departamento de atención al público, los mensajes internos a través del correo electrónico. Todos son emisores. Todos son receptores.

## El marketing corporativo, o cómo vender la empresa hacia dentro
El marketing es, para muchos, la gran disciplina del siglo XX. La principal herramienta de la sociedad de mercado. Es más que un conjunto de técnicas utilizadas para la comercialización y distribución de un producto entre los diferentes consumidores. 
¿Cómo definen esta disciplina sus propios “padres”?
- “Marketing es el conjunto de actividades necesarias para convertir el poder de compra en demanda efectiva de bienes y servicios”. Peter F. Drucker.

- “El marketing es un proceso social por el que los individuos y los grupos obtienen lo que ellos necesitan y desean a través de la creación e intercambio de productos y su valoración con otros”. Philip Kotler.

El marketing (o, según la Real Academia, la mercadotecnia) participa en todas las etapas del proceso de constitución de una empresa, de creación de un servicio o del diseño de un producto, siempre con la premisa de crear y desarrollar acciones que mantengan viva a la organización, proporcionen rentabilidad y la hagan crecer. Ellas son:
- La investigación de mercados. Es una disciplina que se dedica a analizar la población, la identificación del público objetivo, sus características económicas, de consumo y sus aspiraciones psicosociales. Pero también analiza el mercado: detecta sus amenazas y oportunidades, reconoce las fortalezas y debilidades del producto o servicio a ofrecer y analiza el impacto de las comunicaciones emitidas.

- La programación y desarrollo del producto. El marketing también interviene en el diseño del producto, la materia prima, establecimiento del precio (determinados por el costo de producción y la competencia), diseño del packaging, anatomía, etc.

- Creación de los canales de distribución. Establece y diseña los recursos de logística, puntos de venta, transporte, dispensers, material de apoyo, etc.

- Comunicación integral. Dar a conocer el lanzamiento del nuevo producto  o servicio a través de publicidad, comunicación e imagen, relaciones públicas, marketing directo, promoción y merchandising es una de las principales responsabilidades del marketing.

- Organización del departamento comercial. Además participa en la constitución de una estructura organizativa para la venta propiamente dicha del producto o servicio ofrecido. De todas las actividades que rige el marketing, esta es la que va dirigida eminentemente al público interno. De todas maneras, aunque la importancia del departamento de Marketing es evidente para la organización de una estructura de ventas, la organización propiamente dicha de esta área debe ser impulsada por el propio departamento comercial.

Y de estas actividades, cada una de ellas dirigidas hacia el exterior, ahora debemos agregar una nueva, tan indispensables como las anteriores: el marketing corporativo. Se trata de la aplicación de muchas de estas técnicas de marketing, pero dirigidas hacia los propios colaboradores de la empresa, con el fin de fidelizarlos, generar la identificación hacia la organización en la que trabajan y hacer que se sientan a gusto en ella. Su objetivo es claro: una persona que se siente cómoda, que se sabe valorada, que la tienen en cuenta, que es informada, que es motivada con diferentes técnicas, produce más y mejor. Como consecuencia, los beneficios de la empresa aumentan.
Como se ha dicho, para generar la identificación a la empresa se aplican de manera interna muchas de las acciones de marketing externo: dar a conocer las ventajas de la empresa hacia la propia empresa. Algunos ejemplos:
- Investigación de mercados. Así como en las acciones externas la investigación de mercados busca descifrar los ánimos de los consumidores, las tendencias, las oportunidades o amenazas, también es posible aplicar las mismas técnicas hacia dentro y conseguir resultados. Una herramienta vital es la encuesta. Con ella se pueden conocer opiniones, valores, ánimos y motivaciones de los empleados, así como la conformidad con sus superiores, la comodidad, el ambiente de trabajo, las carencias, etc. Incluso las reuniones interdepartamentales pueden ser usadas como focus group, otra de las herramientas de la investigación de mercados. En las siguientes páginas se ofrecen más ejemplos sobre los instrumentos que utiliza el marketing corporativo para conocer el “pulso interno” de la empresa.
- Comunicación integral. Una de las acciones esenciales para crear identidad corporativa dentro del propio personal y conseguir crear identificación entre los empleados. Para llevarla a cabo es necesario tener un plan de comunicación interna, cuyo origen sean los objetivos que se persiguen para crear la imagen deseada y que ellos se ramifiquen todas las necesidades de comunicación de la empresa: canales, herramientas, capital humano, presupuestos, valores, etc. En estas actividades tienen que participar en conjunto y de manera armónica el departamento de recursos humanos, el comercial y el de marketing, y que todas las herramientas se inspiren en la misión de la empresa.

## Ventajas del marketing corporativo
Las ventajas más evidentes de la implantación del marketing corporativo dentro de la empresa son:
- Crear una identidad corporativa, o lo que es lo mismo, una personalidad y una filosofía propias, que se reflejan en cada una de las acciones de los colaboradores y en cada elemento de comunicación de la empresa.

- Definir la cultura de empresa hacia adentro, con el fin de establecer hábitos de trabajo estandarizados que permitan obtener mayores réditos con la misma fuerza laboral.

- Volcar, a través de un sistema gráfico, visual y de estilo, esa filosofía, esa personalidad y esa cultura, para transmitirla y difundirla entre todos sus públicos (internos y externos).

- Regular el ámbito laboral para mantener un clima de confianza y motivación.

- Dar voz y crear consenso entre los colaboradores de la empresa.

- Posibilitar que los mandos superiores recojan la retroalimentación, las ideas y la creatividad de los cargos inferiores.

- Permitir que todos los empleados conozcan mejor sus posibilidades reales de futuro en la empresa y, de esa manera, pueda canalizar mejor sus inquietudes.

- Poder controlar situaciones de crisis.

- Promover la comunicación entre todas las escalas.

Todo esto persigue un único y gran objetivo: que todos y cada uno de los colaboradores de la empresa se identifiquen plenamente con ella y le rindan fidelidad. Que se “casen” con ella.
Entender que el marketing tiene tanta importancia fuera como dentro de la organización es dar un paso adelante, una manera de derribar prejuicios, enfrentarse a la autocrítica y atreverse a innovar. Porque hoy el marketing es a la empresa lo que el corazón a los humanos: su fuerza impulsora. 
Por todo esto, el marketing corporativo es mucho más que comunicación. Su meta también es ser la base que regule la gestión de los recursos humanos, la aplicación de técnicas para mantener alta la motivación, la correcta gestión de la información, la provisión de herramientas para lograr comunicación efectivas o la disposición de cursos de formación, entre muchas otras funciones que cada día se suman a una disciplina en expansión.
Al ser tareas que realizan varios departamentos de forma independiente, pero que persiguen un mismo objetivo, es vital que exista una coordinación y un control estricto de todo lo que se emite. Esta tarea le corresponde al departamento de comunicación de la empresa.
A continuación se ofrecen pautas para aplicar esta disciplina a lo práctico, al día a día de los colaboradores. Pautas para que el marketing interno sea el verdadero motor de toda empresa.

## Herramientas y recursos del marketing corporativo
La unidad de trabajo en una empresa es la información. Es lo que la alimenta diariamente para que pueda funcionar, la materia prima para una efectiva toma de decisiones y es el factor más importante tanto para el éxito en los negocios como para una adecuada motivación de los colaboradores.
Una buena gestión de la información favorece la obtención de los objetivos que la empresa se traza anualmente. Todos los colaboradores de la empresa necesitan de ella para poder realizar su trabajo diario. Por eso, tenerla a mano, saber dónde buscar y contar con las herramientas adecuadas favorecen una mejor consecución de resultados. 
Hay que tratar de no caer en el error de que “información” lo es todo. Son los sucesos de relevancia cuya comunicación a un grupo de individuos puede ser de interés, ya sea para una toma de decisiones o para conocer la situación del entorno. Discriminar qué es información y qué no –para luego comunicarla al público correspondiente– es una buena manera de comenzar a administrar la información dentro del contexto de la empresa.
Para identificar qué es información y qué no, se puede clasificar la finalidad que persigue. Puede producirse por interés propio, por ejemplo para dar a entender una determinada imagen en su entorno, o por exigencias impuestas, formales o no, por los agentes económicos que tiene intereses en la empresa. Dentro de este último epígrafe podríamos incluir:
- Información obligatoria económico-financiera.

- Información institucional hacia agentes con los que opera, tales como entidades financieras, accionistas, proveedores, etc.

En cuanto a la información derivada del propio interés en establecer una imagen, podríamos considerar:
- Las actividades de relaciones públicas.

- La publicidad y la promoción en el ámbito de marketing, tanto

- La comunicación a nivel interno.

### Gestión de la información
Los especialistas recomiendan que un departamento se encargue de la gestión interna de la información. Eso es, en muchos casos, tarea del departamento de Recursos Humanos, aunque otras empresas prefieren que este menester lo realice el departamento de Comunicación . Mantener a los empleados al tanto de lo que sucede en la organización es una manera de reducir la incertidumbre, de dar más tranquilidad. Gestionar la información en los momentos de crisis es tanto o más importante, porque de esa manera se evitan rumores indeseables que, como todo rumor, la repetición hacen que se tornen realidad. Y muchas veces (por no decir casi todas) los rumores son falsos o exagerados. Por todo esto, proporcionar la información adecuada, decir lo justo e importante dejando de lado lo trivial, y comunicarlo a las personas correspondientes (las que le van a dar uso) es la forma correcta de gestionar la información interna.

### Razones para la gestión de la información
La gestión de la información sirve para disminuir las barreras en la comunicación. Cuanto más grande es una empresa, más barreras existen y, por tanto, más coordinada debe estar su comunicación. Comunicando se persigue el objetivo de que todo el personal apoye el proyecto empresarial y sea aquello que una al conjunto de la compañía: sus objetivos, su misión, sus medios, su personal y sus mandos jerárquicos. Con una correcta gestión de la información se consigue:
- La implicación de las personas. Permite un mayor conocimiento de la empresa, así como las novedades que acontezcan. Se reduce la incertidumbre, la angustia y el estrés. Además, se da a entender que se valora al receptor, lo integra,  reconoce su lugar dentro de la organización y refuerza la cohesión grupal.

- La armonía de las acciones de la empresa. Facilita el cumplimiento de los objetivos generales: una empresa que informa a todo su personal aquello que acontece, y lo informa sin hacer diferenciaciones, ayuda a que todos sus componentes vayan hacia la misma dirección.

- Un cambio en las actitudes. Tanto en momentos de crisis como de éxito, la comunicación permite que se asimilen las modificaciones y favorezca el cambio cultural. Por ejemplo, comunicar a todo el personal una noticia positiva como la compra de una nueva empresa, o incluso el descenso de las ventas,  integra al receptor con los resultados de la empresa y lo predispone para aceptar las nuevas directrices.

- Y un aumento en la productividad. La comunicación interna, en este caso relacionada más al aspecto formativo, también contribuye a mejorar la calidad del trabajo del empleado: instrucciones, procedimientos y normas favorecen la optimización de tiempos y recursos. Además, sensibiliza al personal respecto a los objetivos de rentabilidad de la empresa. Por ejemplo, la instauración de grupos de mejora (ver página 19) incrementa la productividad del empleado y a su vez aumenta la implicación e identificación con la empresa.

### El plan de comunicación interna
Para que toda la comunicación interna sea coherente, vaya en una misma dirección y se relacione directamente con la comunicación externa, se ha de establecer un cimiento que lo soporte todo: el plan de comunicación interna. Este plan es la clave para gestionar correctamente la información corporativa, aquella que está relacionada con los mensajes que desde la empresa se emiten al exterior.
Este plan permite determinar objetivos de comunicación basados en la propia misión de la empresa. En su diseño deben estar implicados varios departamentos. Primeramente, la dirección general es quien tiene que determinar los lineamientos más importantes, quien marca el camino a seguir y que luego los departamentos involucrados se encargarán de desarrollar de acuerdo a su especificidad. ¿Qué departamentos se recomiendan que participen en el establecimiento del plan?
- Recursos humanos. Por tratarse del departamento que gestiona el desarrollo de la comunicación interna, el fomento de la formación y de planes de motivación es quien conoce el día a día de los empleados, y quien más pautas puede dar al plan para amoldarlo a la realidad, a la práctica y al pulso cotidiano de la organización.

- Comunicación. Generalmente, los departamentos de comunicación no solo tienen incidencia en el diseño de los mensajes externos, en ser el contacto con las agencias de publicidad y colaboradores externos, sino que también, por contar con personas especializadas en comunicación, se encarga de determinar criterios generales de comunicación interna. Es el encargado de establecer las pautas más técnicas, quien aporta definiciones, símbolos, identidad y creatividad.

- Marketing. Es el departamento que más incidencia tiene en la creación del plan, por ser el de mayor experiencia en el diseño de procedimientos estratégicos. Su importancia puede aumentar, además, porque muchas empresas no tienen departamento de comunicación, pasando a cumplir estas funciones el departamento de marketing o sub departamentos dependientes. De acuerdo a los presupuestos, se dedicará a determinar ciertas herramientas para el desarrollo del marketing corporativo de forma interna.

- Comercial. Es lógico que el departamento comercial también participe en el diseño del plan de comunicación interna, ya que la red comercial es una de las piezas clave de toda empresa y, por tanto, es básico que sean fieles y se identifiquen con ella. Por su naturaleza, las aportaciones del departamento comercial se centran más en la motivación de su personal, en los programas de incentivos y en la formación permanente.

Aunque estos son los departamentos que más incidencia tienen en la creación del plan, por supuesto que cualquier colaborador con iniciativa o buenas ideas ha de ser escuchado, y sus aportaciones bien recibidas. La empresa debe dotar a su personal de las herramientas necesarias para que puedan hacerlo.
La esencia del plan de comunicación interna es un indicio del espíritu y los valores de la empresa, de aquello que prioriza y aquello que deja en segundo plano. De su implantación se deduce la política de recursos humanos y cuánta importancia se le da a la comunicación. Un plan de comunicación interna establece:
- La política en los flujos de comunicación. Una empresa puede darle más preponderancia a la comunicación vertical o a la horizontal. En el primer caso se trata más de una empresa rígida, con estructuras muy escalonadas y jerarquizadas. Hay demasiada división de tareas y el ascenso o una petición hecha por un colaborador ubicado debajo de la pirámide se hacen muy difíciles. La tendencia actual señala que una empresa organizada de esta manera no favorece el intercambio de idea entre las diferentes jerarquías. Por ello, el plan de comunicación interna también determina, en cierta manera, si la empresa desea ser versátil o rígida, vertical u horizontal. Un ejemplo concreto de organización horizontal son las empresas de tecnología o Internet, algo lógico para una organización cuyo entorno cambia de manera constante. Los mandos superiores e inferiores deben trabajar a la par, sin demasiados intermediarios, así sea grande o pequeña. Microsoft es un fiel ejemplo de ello.

- Las herramientas. Por más que se tenga una estrategia planificada y bien coordinada entre departamentos, si no existe una infraestructura efectiva y eficiente, el plan de comunicación interna no sirve de nada. Las herramientas a proporcionar pueden ser orales, escritas y audiovisuales. De todas maneras, se tengan o no los recursos suficientes, siempre hay un factor que no puede faltar: la voluntad. Las reuniones periódicas, la escucha y atención de las peticiones ya son una manera de proporcionar herramientas para la comunicación interna. Pero hoy la tecnología es determinante: quien no cuenta con ella para el diseño del plan tendrá mucho menos éxito del esperado.

Para una buena coordinación, los departamentos involucrados deberán definir un encargado de gestionar las herramientas, actualizarlas, solucionar problemas y tomar iniciativas. Lo recomendable es que sea, al menos, un representante de cada departamento.
El presupuesto que se asigna al desarrollo de herramientas de comunicación interna también es un indicio sobre la política, la misión y la cultura de empresa.
- La identidad. La cultura empresaria, la identidad verbal, la simbología gráfica, el logotipo, la identidad cromática, la misión, la infraestructura de la empresa… Todo esto, que Joan Costa llama los vectores de identidad , vale tanto para la comunicación interna como para la externa. Si es que estos vectores ya han sido establecidos de antemano, el plan de comunicación interna debe respetar ciertas pautas y proponer otras relacionadas con su función, como por ejemplo determinar definiciones iguales para ser usados por todos los colaboradores, y evitar así los mensajes fragmentados. Por el contrario, si cuando se crean estos vectores al mismo tiempo se establece el plan de comunicación interna (algo que suele suceder en las empresas de nueva creación que planifican correctamente su comunicación, asesorados por agencias o expertos), tendrá estrecha relación con la constitución de la identidad de la empresa. Esta última posibilidad es la más recomendable, ya que si todo parte de un mismo punto, todos los elementos tendrán mucha más coherencia.

- Programas de motivación. Es cierto que mantener informados a los colaboradores de la empresa, darles voz y proporcionarles herramientas para que se comuniquen es una manera de aumentar la motivación. Cuando la empresa establece las estrategias de motivación de sus colaboradores, el plan de comunicación debe tener mucha relación en ello. No solo para comunicar cuáles son las maneras de motivar, sino también para ayudar a determinar esos mismos programas. En páginas posteriores se ofrecen técnicas y maneras de motivar al personal.

- Formación. Los planes de formación son, en cierta manera, parte de la motivación. Incentivar a mejorar el nivel educativo en el empleado, su especialización y estimular el conocimiento de las nuevas tendencias, hace que el empleado tenga ganas de aplicar lo aprendido en el trabajo, se motiva y produce más y mejor. Un seguimiento permanente de la formación –tarea que debe llevar a cabo el departamento de Recursos Humanos– es indispensable para saber el impacto y la efectividad de los cursos.

La estructura en la que se asienta el plan de comunicación interna son las herramientas con las que se cuenta. Para una adecuada gestión es bueno conocerlas, y también determinar quién puede hacer uso de ellas y cuál es el momento adecuado para emplearlas. A continuación enumeramos los canales de comunicación habituales en una organización, que permiten una correcta gestión de la información.

## Herramientas de comunicación para llevar a cabo el plan de comunicación interna
¿Dónde y cómo propagar la información que se quiere compartir? Hoy la tecnología nos permite disponer de un gran abanico de posibilidades. Los soportes electrónicos y audiovisuales, junto con los sistemas de impresión masivos, son herramientas que permiten comunicar a un gran número de personas. Actualmente se puede explicar un tema complejo con atractivas diapositivas de PowerPoint. O también, toda la empresa puede estar enterada de una novedad gracias al correo electrónico, el heredero del antiguo memorando. Otros soportes del cual se vale la empresa para comunicar son:

### Canales escritos
- Intranet. Es un sistema de comunicación interna a través de la red Internet. Se trata de una página web a la que solo tienen acceso los colaboradores de la empresa. Tiene la ventaja de la actualización diaria, la inmediatez y la posibilidad de recibir una retroalimentación inmediata. Sin embargo, para su óptimo aprovechamiento es necesario dotarla de recursos humanos y tecnológicos que permitan una actualización diaria. Las grandes corporaciones tienen un departamento que solo se dedica a recoger la información de toda la empresa y difundirla en la página de Intranet. Una de las desventajas de este canal es que solo pueden acceder a ella las personas que tienen computadora.

- Boletín informativo. Es una publicación de carácter mensual, bimestral o trimestral que da a conocer las novedades de la empresa. Se publica en formato digital (PDF) o impreso. Es importante que este medio respete la periodicidad que se propone desde el principio, ya que de otro modo los receptores pierden el interés o se olvidan de él.

- Correo electrónico. Actualmente, el canal de comunicación interno “estrella”. Aunque solo disponible para usuarios de ordenador, sus ventajas radican en la inmediatez, en la posibilidad de compartir archivos y en el uso de otras funciones, como el calendario, la convocatoria a reuniones y la agenda. Por contrapartida, su uso desmedido genera una despersonalización que no favorece las relaciones humanas, porque muchas veces se envía un e-mail para comunicar algo que sería mejor decirlo personalmente o, a lo sumo, por teléfono. El correo electrónico tiene la desventaja de la ambigüedad. El consejo es no abusar de él y usarlo cuando sea estrictamente necesario.

- Buzón de sugerencias. Es una herramienta que favorece la comunicación ascendente, esto es, aquella que comunican los estratos menores de la empresa a los superiores. Su fin altruista es evidente, pero si no se incentiva a su uso cotidiano puede caer en el olvido. Para ello, es conveniente motivar a los empleados a participar a cambio de algún sorteo o de una bonificación salarial a la mejor propuesta o a aquella que haya sido implantada.

- Encuestas de actitudes. Sondeo en el que los mandos pueden conocer la opinión que de ellos tienen sus subordinados. Debe ser anónima, preferentemente con predominio de preguntas cerradas y que tenga una periodicidad que se respete. Ignacio Gil en La nueva dirección de personas en la empresa recomienda que su regularidad sea anual.

- Organigrama. Da a conocer la estructura de la empresa, desde los mandos superiores a los inferiores. Existe el caso de empresas que son reacias a publicar su organigrama, incluso de manera interna, debido a cuestiones estratégicas. Para evitar suspicacias, lo mejor es que esté disponible para todos los colaboradores, y que se renueve cada vez que exista algún cambio de personal. Actualmente se está imponiendo el uso de organigramas interactivos, disponibles en formato digital, en el que es posible conocer el currículo de cada empleado junto con su fotografía. Es una manera de facilitar la tarea de los colaboradores y de favorecer la interrelación entre ellos, máxime si se trata de una compañía grande.

- Tablones informativos. Son las clásicas pizarras que se utilizan para fijar novedades, anuncios, búsquedas, noticias sociales, etc. Para optimizar su uso, lo mejor es colocar un tablón en cada planta del establecimiento y determinar un encargado que se dedique a pegar, quitar y hacer cumplir los lapsos de publicación.

- Manuales de procedimiento o formativos. Creados para optimizar ciertas actividades del trabajo diario, y con un uso eminentemente formativo, los manuales de procedimientos proporcionan pautas para estandarizar tareas y de esa manera, optimizarlo y hacerlo más productivo. Deben estar acompañados de cursos de formación y de apoyo permanente con especialistas en recursos humanos, caso contrario su incidencia en la mejora del trabajo es mínima. Muchas empresas también tienen guías de bienvenida para los nuevos empleados: con esto se facilita el ingreso a la empresa –momento relativamente difícil para un nuevo empleado-–, se mejora el conocimiento sobre ella y es un elemento que el nuevo colaborador puede leer cuantas veces quiera para despejar dudas.

- Libro de estilo. De todas las herramientas escritas, esta es la más compleja, ya que debe redactarse especialmente para la empresa, y en la aprobación de su contenido han de intervenir varias personas, generalmente de los mandos superiores. Se trata del manual de procedimiento de las comunicaciones de la empresa. Regula aquellas que se efectúan en el resto de canales, tanto escritos  como orales y audiovisuales. Su objetivo es establecer pautas precisas de comunicación para establecer criterios comunes. Además, es una herramienta que ayuda a la búsqueda de datos de la empresa en general, porque también cumple la función de compendio de información referente a ella. Un elemento en el que puede estar todo lo que permita facilitar la comunicación, desde las ventajas sociales del empleado, la misión y la definición de la empresa, consejos de escritura, de ortografía, e incluso consejos para la aplicación de la marca. Como un manual de procedimiento, la publicación de un libro de estilo también debe estar acompañada de cursos de formación y de un asesoramiento permanente, para un óptimo aprovechamiento.

### Canales orales
- Reuniones departamentales. Aquellas que se organizan entre miembros de un mismo departamento, para tratar temas de trabajo o para solucionar inconvenientes de poca importancia sin que medien miembros de los cargos superiores.

- Reuniones interdepartamentales. Las que se organizan entre miembros de dos o más departamentos. Aunque también se montan con fines laborales, su uso es frecuente para incentivar la interacción entre áreas, y para conocerse y mejorar las relaciones, especialmente si se trata de dos departamentos que trabajan en conjunto. Las reuniones informales (organizadas en otro ámbito que no sea en la empresa) facilitan la interrelación y provoca una reunión más amena.

- Reuniones de los responsables de departamento. Reuniones de “comunicación descendente” en las que los cargos superiores comunican novedades del departamento o la empresa, presenta nuevos proyectos, pide retroalimentación sobre el trabajo diario o la gestión de sí mismo.

- Grupos de proyecto. Actividades o reuniones destinadas a impulsar nuevas iniciativas en la empresa, para optimizar recursos y resultados. En estos grupos suele haber gente de diferentes departamentos, ya que se requieren de distintas competencias para llevarlo a cabo. Por ejemplo, en una empresa telefónica se quiere implantar un nuevo servicio de Internet por ADSL. Para ello se requiere la participación de técnicos en telefonía y electrónica, analistas de sistemas, licenciados en gestión de empresa, abogados, publicistas, etc.

- Grupos de mejora. Son grupos especialmente creados para la búsqueda de soluciones a los problemas que surgen diariamente, especialmente los inconvenientes pequeños. Es una especie de comité que se preocupa de resolver pequeñas cuestiones, desde la compra de lamparitas para las oficinas hasta la redacción de una propuesta para actualizar el software de la empresa. Suele estar compuesto por colaboradores de cargos medios e inferiores.

### Canales audiovisuales
- Diapositivas. Las tradicionales transparencias han dado paso a las prácticas presentaciones de PowerPoint proyectadas a través de un cañón hacia una pantalla. Por su versatilidad, son muy prácticas para presentar nuevos proyectos o para mostrar resultados. Permite incluir imágenes, sonidos e incluso videos.

- Cintas y videos.  Herramientas de apoyo, generalmente con fines formativos, muy útiles por su carácter didáctico. Se capta mejor la atención de la persona y puede estar apoyado con material bibliográfico o evaluaciones. También se utilizan en la presentación de proyectos y resultados.

Todas estas herramientas deben ser reguladas por el departamento de Recursos Humanos y el de Comunicación en conjunto, si existen ambos en la empresa.

## Direcciones en el flujo de la comunicación interna
La organización jerárquica de la empresa determina los principales canales de comunicación, así como la dirección de la información. La clasificación más frecuente establece la diferenciación entre comunicación vertical que a su vez puede ser ascendente o descendente, y comunicación horizontal.
- Comunicación vertical descendente. Es la que se establece entre un mando y sus subordinados. Sus contenidos se refieren a instrucciones para realizar las tareas, información sobre la situación de los trabajos que se realizan, retroalimentación al empleado sobre su rendimiento, coordinación entre los distintos departamentos y colaboradores, mantener la motivación alta o mantener informadas a las personas sobre las variables de la empresa. En este nivel de comunicación, el medio que se utiliza es muy importante para una información adecuada y una efectiva comprensión. Por ejemplo, para informar sobre un cambio muy importante para la empresa, lo mejor es convocar una reunión con todo el departamento. Para dar una noticia no tan relevante, es suficiente con un correo electrónico.

- Comunicación vertical ascendente. Es aquella en los que los mandos inferiores se comunican con sus superiores. Proporciona la retroalimentación que necesitan los jefes para saber si la comunicación que ellos emiten es efectiva y sirve para dar voz a los empleados, quienes pueden aportar iniciativas y expresar sus inquietudes. La comunicación ascendente permite conocer las necesidades y expectativas de las personas, facilitando su satisfacción. Son herramientas propias de la comunicación ascendente el buzón de sugerencias, las encuestas de actitudes, las reuniones departamentales y los correos electrónicos. Cuando las inquietudes son personales, lo mejor para guardar la privacidad es a través de una reunión personal entre el empleado y su jefe.

- Comunicación horizontal. Es el intercambio de mensajes entre miembros de un mismo nivel jerárquico. El intercambio se puede dar entre compañeros de un mismo grupo de trabajo

Las empresas son propensas a incentivar más entre un estilo vertical o uno horizontal. La empresa tradicional tiende a la verticalidad: al haber muchos rangos jerárquicos en el organigrama, es inevitable que con la comunicación sea lenta y la retroalimentación que se reciba no sea fiel. Aunque ahora el correo electrónico permite el envío de mensajes inmediatos en ambas direcciones –ascendente y descendente–, el verdadero fruto de esta interacción se ve en lo que hacen los mandos superiores con esa información. Evidentemente, no es prioridad de una empresa tradicional la retroalimentación ascendente.
Mientras tanto, en las nuevas empresas, la tendencia es reducir la cantidad de jerarquías y delegar más responsabilidades a los empleados. En este caso, la comunicación acaba siendo más fluida, las herramientas que se utilizan son más dinámicas y modernas y la retroalimentación es prácticamente inmediata. Al asumir más responsabilidades y participar con más incidencia en los resultados de la empresa, el empleado se siente más motivado a dar iniciativas y a producir mejor.
- Datos: Q5999573